# Aristolochia brevilabris
Aristolochia brevilabris är en piprankeväxtart som beskrevs av Joseph Friedrich Nicolaus Bornmüller. Aristolochia brevilabris ingår i släktet piprankor, och familjen piprankeväxter. Inga underarter finns listade i Catalogue of Life.